# Ефект неоднозначності
Ефект неоднозначності — це когнітивне упередження, коли на вибір впливає нестача інформації, або «неоднозначність». Цей ефект передбачає, що людина має схильність обирати варіанти, для яких ймовірність «хорошого» наслідку є відомою, замість варіанту, для яких ймовірність «хорошого» наслідку є невідомою. Ефект вперше описав був Деніель Еллсберг у 1961 році.

## Приклади
Деякі приклади з побуту, які можуть демонструвати цей ефект:
- Якщо ви маєте вибрати між двома різними варіантами їжі в ресторані, але один з них найменш популярний і не має відгуків в меню, ви ймовірно виберете той варіант, що має відгуки і є популярним.

Наприклад, у відрі 30 кульок — червоного, чорного або білого кольорів. З них 10 — червоних, а 20 — або білі і чорні (з рівною ймовірністю будь-якої комбінації — від 0 білих та 20 чорних до 20 білих та 0 чорних). У варіанті X, людина отримає $100, якщо витягне червону кульку, а у варіанті Y, людина отримає $100, якщо витягне чорну кульку. Ймовірність того, що людина витягне потрібну кульку, однакова для варіантів X та Y. У варіанті X ймовірність обрати потрібну кульку — 1 до 3 (10 червоних проти 30 всього). У варіанті Y, незважаючи на те, що кількість чорних кульок невідома, ймовірність обрати потрібну кульку також 1 до 3. Це тому, що кількість чорних кульок рівно розподілена між всіма можливими розподілами від 0 до 20. Різниця між двома варіантами полягає в тому, що у варіанті X ймовірність потрібного результату відома, а в варіанті Y — ні («неоднозначна»).
Незважаючи на однакову ймовірність потрібного результату, люди мають більшу схильність обирати кульку при варіанті X, де ймовірність отримати потрібну кульку видається більш певною. Невпевненість щодо кількості чорних кульок означає, що варіант Y розглядається як менш привабливий. Незважаючи на факт, що у відрі може бути чорних кульок вдвічі більше, ніж червоних, люди як правило не хочуть приймати зворотній ризик, що чорних кульок може бути менше ніж 10. «Неоднозначність» варіанту Y означає, що люди надають перевагу варіанту X, хоча ймовірність у них однакова.
Більш реалістичним прикладом може слугувати те, як люди інвестують кошти. Інвестор, що уникає ризику, має тенденцію вкладати кошти у «безпечні» інвестиції, такі як державні бонди та банківські депозити, на відміну від більш ризикованих акцій та фондів. І хоча ринок акцій з часом ймовірно дозволить отримати значно вищий дохід, інвестор може надавати перевагу «безпечним» інвестиціям, в яких дохід відомий, замість менш передбачуваного ринку акцій з невідомим доходом.
Ефект неоднозначності може бути поясненням, чому люди з небажанням починають застосовувати нові принципи і порядки на робочому місці.

## Пояснення
Одним з можливих пояснень ефекту неоднозначності є те, що люди застосовують практичні правила (евристику) для уникнення варіантів з недостатньою інформацією. Це часто потребує від них пошуку інформації, якої недостатньо, але в багатьох випадках така інформація просто не може бути отримана. Ефект часто є наслідком привертання уваги людини до якогось конкретного відсутнього шматочка інформації.